# Сонкорско-тюркский язык
Сонко́рско-тюркский язык (сонгорско-тюркский) — группа южноогузских диалектов тюркской языковой семьи, употребляемых в Иране. На нём говорят наряду с курдским в Сонкоре, к востоку от Керманшаха, в большой долине, отделённой от остального Курдистана. Согласно Encyclopædia Iranica, сонкорско-тюркский язык является одним из примечательных южноогузских диалектов Ирана наряду с кашкайским наречием и айналлу. Encyclopædia Iranica также отмечает, что К. Х. Менгес характеризовал сонкорский, кашкайский и айналлу как переходную форму между азербайджанским и хорасанско-тюркским. Этнолог относит его к южноазербайджанским диалектам.
Знания о диалекте были скудными до экспедиций Гёттингенского университета.